# Lago Peigneur
Il lago Peigneur (pronunciato [pæ̃j̃æ̹ɾ]) è un lago salmastro situato nella regione meridionale dello Stato della Louisiana, a circa due chilometri a nord di Delcambre e circa quindici a ovest di New Iberia, vicino all'estremità più settentrionale della baia di Vermilion che affaccia sul golfo del Messico.
Con una profondità massima di 61 metri, è il lago più profondo della Louisiana e il suo nome è di origine francese, come molti toponimi della zona. La particolare conformazione del suo sottosuolo, così ricco di risorse da sfruttare, spinse l'azienda petrolifera Texaco a installare all'inizio degli anni ottanta del Novecento una trivella che però il 20 novembre del 1980 provocò un disastro che assunse dimensioni inaspettatamente considerevoli. L'errata trivellazione del fondale del lago innescò infatti una concatenazione di fenomeni naturali di particolare violenza, dall'allagamento della miniera sottostante, al completo svuotamento del lago e al suo successivo riempimento da parte del vicino canale di navigazione, che fece confluire all'interno del lago prosciugato l'acqua salmastra proveniente dal mare fino a colmarlo, formando altresì una temporanea cascata di oltre cinquanta metri.
Questo disastro mutò per sempre l'originaria conformazione del bacino, trasformandolo da lago di acqua dolce a lago salmastro.

## Storia

### Le origini
Il lago, di origine naturale, si formò per l'originaria affluenza di acqua dolce di sorgive e torrenti locali in una depressione dovuta a una subsidenza di sedimenti geologici. Il sottosuolo di quell'area della Louisiana è infatti costituito da rocce metamorfiche che custodiscono ingenti giacimenti di risorse quali minerali e idrocarburi.

### Jefferson Island
Nel 1893 un appezzamento della vasta penisola boschiva che costeggia parte del lago fu acquistato da Joseph Jefferson, un attore americano del cinema muto, per costruirvi una sua dimora di campagna. Nel 1894 Jefferson fece completare la sua abitazione e chiese l'autorizzazione per far scavare un pozzo artesiano per il proprio approvvigionamento idrico. Nell'estate seguente, dopo un primo scavo di circa un centinaio di metri, non fu rinvenuta presenza d'acqua ma soltanto di strati di solfato di calcio. Lo scavo per il pozzo proseguì oltre fino a raggiungere una profondità di circa seicento metri, tuttavia si continuò a non trovar traccia di una falda acquifera, bensì soltanto di grandi quantità di halite, ovvero di comune salgemma. I geologi del tempo si interrogarono su quel ritrovamento e ipotizzarono che il sottosuolo celasse un giacimento di sale risalente all'epoca preistorica.

### Le scoperte geologiche di inizio Novecento e la miniera di salgemma
All'inizio del Novecento il petrolio era diventato una risorsa fondamentale per lo sviluppo industriale e alcuni studi sui diapiri salini ipogei portarono a scoprire nuovi giacimenti di salgemma, ma anche che in loro prossimità si sviluppavano altrettanti giacimenti di idrocarburi e gas naturali, tant'è che nel 1901 in Texas venne scavato un primo pozzo esplorativo in prossimità di un diapiro salino con l'intento di individuare nuovi giacimenti di petrolio.
Quando nel 1905 Joseph Jefferson morì, la penisola occidentale circostante il lago divenne nota come Jefferson Island e la sua abitazione custodita come sorta di museo. Nel 1919 Lawrence Jones e J. L. Bayless fondarono la Jefferson Island Diamond Salt Company e ottennero le autorizzazioni federali necessarie per avviare una prima campagna di perforazioni al fine di sfruttare le presunte risorse sotterranee di salgemma. Vennero attuate oltre una trentina di perforazioni con successo e quindi venne deciso di procedere con lo scavo di un primo livello ipogeo a circa duecento metri di profondità in cui realizzare la miniera di salgemma. Già nel 1930 la quantità di salgemma complessivamente estratta ammontava a oltre duecentomila tonnellate e per trasportare il materiale grezzo venivano utilizzate delle chiatte che percorrevano il cosiddetto canale Delcambre, appositamente scavato per la navigazione.
Nel 1940 vennero autorizzati ulteriori scavi che portarono il pozzo principale a una profondità di circa trecento metri per ampliare la miniera e realizzare un suo nuovo livello sotterraneo. Nel 1957 la Jefferson Island Diamond Salt Company fu venduta alla nuova società Diamond Crystal Company, che ampliò ulteriormente la miniera scavando un terzo livello a circa quattrocento metri di profondità.
Un quarto livello ipogeo a circa quattrocentosessanta metri fu realizzato nel 1970 e nel 1980 fu completato lo scavo del quinto e ultimo livello a ben cinquecentosessanta metri di profondità.
Malgrado l'intensa attività industriale che ivi si sviluppò nei decenni, il lago Peigneur divenne meta di pesca e attività sportiva, data anche la sua profondità relativamente bassa. Il 4 giugno 1973 la vecchia casa di Joseph Jefferson venne iscritta nel National Historic Landmark Program e nominata monumento nazionale a seguito di un suo restauro; poco distante sorse anche un vivaio nominato Live Oak Gardens, che commercializzava piante e alberi rari.

### Le trivellazioni della Texaco
Alla fine degli anni settanta il sito del lago Peigneur e Jefferson Island attirarono l'interesse della nota compagnia petrolifera Texaco, che, ottenute le relative autorizzazioni, finanziò degli studi geologici e alcune prime trivellazioni di ispezione, finché la Texaco assegnò gli scavi a due aziende appaltatrici, la Wilson Drilling Company di Lafayette e la Grafton Drilling Ltd. di New Iberia. Queste due aziende furono incaricate di realizzare due pozzi di ispezione: rispettivamente il "P35" e il "P20". Secondo i successivi studi geologici e geodetici condotti dalla Texaco fu proprio il pozzo "P20", il cui punto fu localizzato sul fondale del lago a circa cinquecento metri dalla sua costa, a essere quello che avrebbe dovuto ospitare la trivella per l'estrazione di petrolio e gas intercettati in più punti in profondità.
Nell'estate del 1980 iniziarono quindi i lavori di costruzione della piattaforma di trivellazione sul lago e il suo completamento avvenne il 17 novembre successivo. I lavori di trivellazione partirono l'indomani, il 18 novembre 1980. Dopo alcune prime difficoltà la trivella riprese a funzionare ma la mattina successiva il sistema di trivellazione si bloccò nuovamente evidenziando anche dei repentini aumenti di pressione all'interno del pozzo di scavo. Questo fu il primo, inequivocabile segnale del disastro che andò irrimediabilmente consumandosi poco dopo e che portò a variare l'originale natura del lago, che da allora è il lago più profondo della Louisiana.

### Il disastro e le sue conseguenze

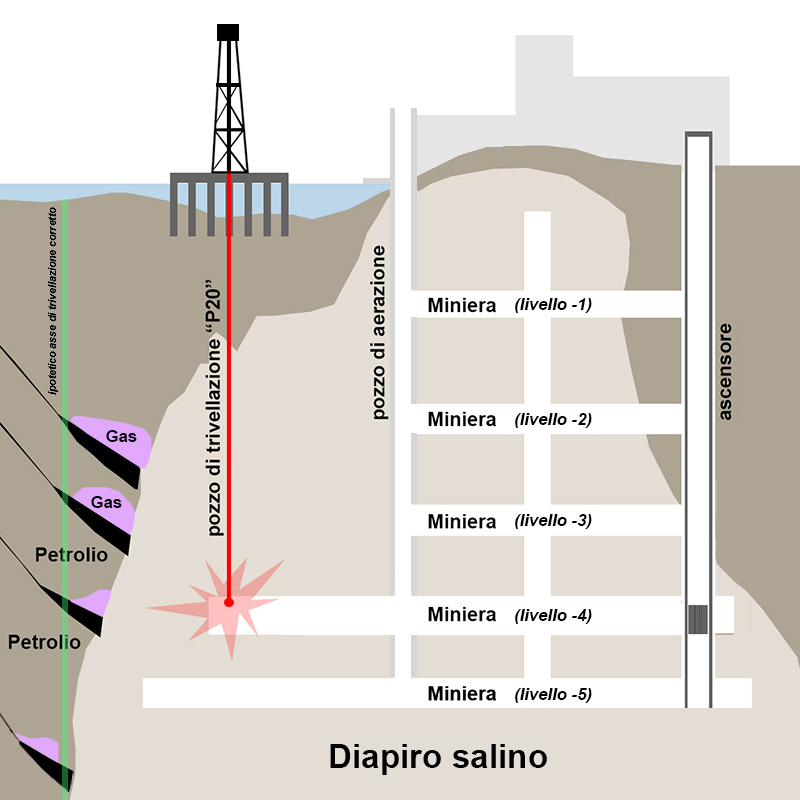
Schematizzazione della trivellazione e della miniera. In verde l'ipotetico tracciato della trivellazione corretta, in rosso quello della trivellazione errata che causò il disastro.

I lavori di trivellazione a ciclo continuo della Texaco partirono alle ore 18:00 del 18 novembre 1980. Il primo turno si concluse bene ma nel pomeriggio del 19 novembre si ebbe l'arresto di una delle due pompe e la trivella si bloccò. Riparato il guasto la trivella riprese a funzionare ma alle 4:40 della mattina successiva il sistema di trivellazione si bloccò nuovamente evidenziando anche dei repentini aumenti di pressione all'interno del pozzo di scavo "P20", segno che la trivellazione stava incontrando delle serie anomalie. Anche la stessa piattaforma su cui era installata la trivella ebbe dei problemi di stabilità, incominciando a oscillare e poi a inclinarsi lievemente sul fianco destro. Data la situazione di pericolo la piattaforma dell'impianto venne prontamente evacuata utilizzando le chiatte a essa ormeggiate.
Contemporaneamente, intorno alle ore 7:30, nella vicina miniera della Diamond Crystal Company stava per iniziare il turno di lavoro per 55 operai che stavano raggiungendo le loro posizioni di scavo ai vari livelli sotterranei.
Poco prima delle ore otto fu evidente a tutti i membri della Texaco che la trivellazione era la causa dell'imminente disastro, era stata perforata per errore una parete della miniera sottostante e quindi l'acqua del lago stava filtrando copiosamente nel sottosuolo dal suo fondale. La piattaforma, ormai visibilmente inclinata di oltre un metro, collassò nel lago mentre nel terzo livello sotterraneo della vicina miniera della Diamond Crystal Company, Jonius Gaddison, un elettricista incaricato di effettuare delle riparazioni al quarto e quinto livello, avvertì un insolito scroscìo d'acqua, mentre un insistente rivolo di liquido fangoso gli bagnò i piedi. Compresa la gravità della situazione, Gaddison attuò prontamente la procedura d'emergenza azionando l'allarme e richiamando gli operai presenti al piano inferiore. L'ascensore venne fatto scendere al livello più basso per portare in salvo i minatori che avevano già l'acqua oltre le caviglie. Fortunatamente tutti i 55 minatori riuscirono ad abbandonare disciplinatamente e in sicurezza il sito minerario senza conseguenze.
Ciò che generò l'immane disastro fu l'accidentale sfondamento del diapiro salino presente nel sottosuolo e non fu possibile evitare le conseguenze di quel fatale errore di trivellazione. L'acqua del lago cominciò a dimostrare tutta la sua forza distruttiva e nell'arco di poche decine di minuti, la forte depressione e la gravità a cui essa fu sottoposta crearono un vorticoso gorgo che, proprio come lo scarico di un lavandino, trascinò con sé acqua, fango, sedimenti del fondale, piante, animali, le undici chiatte degli insediamenti industriali, un rimorchiatore, nonché parte del bosco e del terreno circostante. I circa 9 500 000 litri di acqua dolce del lago Peigneur stavano penetrando nel sottosuolo, allagando e distruggendo tutte le cavità sotterranee della miniera.
In prossimità del pozzo di trivellazione, largo appena 36 centimetri, la furia distruttiva dell'acqua formò una voragine di svariati metri di diametro, per una profondità di circa sessanta metri. Tuttavia il rapido svuotamento del lago creò ulteriori e inaspettate conseguenze, poiché dal vicino canale Delcambre prese a fluire prepotentemente l'acqua salmastra proveniente dal vicino golfo del Messico, trasformandosi in un vero e proprio immissario che versò acqua marina all'interno del letto del lago ormai prosciugato per i due giorni successivi, creando una temporanea cascata alta oltre cinquanta metri, la più alta della Louisiana, territorio notoriamente pianeggiante. Come se non bastasse, la grande pressione di acqua e detriti all'interno delle cavità sotterranee andò a comprimere l'aria in esse presenti, alimentando violenti getti di geyser alti un centinaio di metri generati dai gas dei giacimenti del sottosuolo.
La situazione si stabilizzò soltanto dopo circa settantadue ore, quando il letto del lago, in parte molto più profondo di prima, fu colmato nuovamente di acqua salmastra confluita dal canale Delcambre, trasformando per sempre il lago Peigneur in un lago salato e modificando anche l'ecosistema circostante.
Fortunatamente entrambe le operazioni di evacuazione dei lavoratori della Texaco e della vicina miniera della Diamond Crystal Company furono portate a termine tempestivamente e con successo, senza riscontrare vittime, tuttavia andarono perse tutte le infrastrutture. Danni ingenti furono registrati anche ai terreni circostanti, poiché la furia dell'acqua fece franare circa 263 000 metri quadrati di terreno, arrecando gravi perdite al vicino vivaio Live Oak Gardens, che vide andar distrutte svariate piante e alberi ad alto fusto, e alla vicina casa storica di Joseph Jefferson, di cui rimasero soltanto pochi ruderi.
La responsabilità umana fu assai determinante nel disastro e il lago, dopo il suo repentino prosciugamento, variò in parte anche la propria profondità, che da pochi metri passò a circa una sessantina, raggiungendo il primato di lago più profondo della Louisiana. Difficile fu stabilire con precisione le vere cause e le colpe di tale disastro, anche perché le eventuali prove furono completamente cancellate dalla potenza distruttiva dell'acqua. Analizzando gli studi geologici preliminari condotti dalla Texaco prima delle trivellazioni, emerse che un probabile errore di circa un centinaio di metri nell'individuazione del punto di trivellazione del pozzo "P20" sul fondale del lago potrebbe aver causato la perforazione accidentale del diaframma di roccia impermeabile che divideva il giacimento di gas e petrolio dalla preesistente miniera di sale sottostante.
A seguito di un'infruttuosa inchiesta per individuare le vere responsabilità del disastro, la Texaco optò per una soluzione extragiudiziale e risarcì con 32 milioni di dollari la Diamond Crystal Company e altri 12,8 milioni di dollari furono versati per risarcire il Live Oak Gardens e lo Stato della Louisiana.

## Caratteristiche

### Il lago
Il lago è di forma vagamente circolare ma irregolare, con un diametro di circa 2,2 km per 2,1 km, con un'area di oltre 4 km². Esso sorge a un'altitudine di 25 metri s.l.m. e sorge in una depressione generata dalla subsidenza di un grande diapiro salino sotterraneo. Tali movimenti geologici hanno con il tempo formato dei giacimenti di petrolio e gas naturale, oltre all'ingente quantità di salgemma, zolfo e gesso depositatasi a seguito del periodo Medio Giurassico. Il disastro subìto nel novembre del 1980 ha cambiato la conformazione stessa del lago, trasformandolo in un bacino d'acqua salmastra, popolato da una flora e da una fauna acquatica tipicamente marina, e ha variato anche la morfologia del suo fondale, che da allora raggiunge i 61 metri di profondità massima e una criptodepressione di circa 36 metri.
Dagli anni novanta del Novecento il lago e i suoi dintorni sono stati bonificati eliminando ogni traccia degli insediamenti industriali precedenti, lasciando posto a vegetazione, abitazioni e attività commerciali, tra cui lo stesso vivaio Live Oak Gardens.

### La scomparsa miniera di salgemma
La miniera di salgemma della Diamond Crystal Company era composta da cinque livelli sotterranei. I primi due erano orientati in maniera differente dai tre successivi e le cavità erano scavate in modo da lasciare intatti dei pilastri di salgemma squadrati con un'area di circa 6 m² ciascuno, seguendo una planimetria regolare e distanziati a circa sei metri l'uno dall'altro. L'altezza di ciascun livello era compresa tra i 24 ai 32 metri circa ed erano tutti collegati da un elevatore. Un edificio costruito sulla costa meridionale del lago ospitava gli impianti di lavorazione, il molo di attracco delle chiatte e i relativi uffici della Diamond Crystal Company, che fu definitivamente chiusa nel 1986.

### La scomparsa piattaforma della Texaco
Non potendo utilizzare una piattaforma di tipo marino per questioni di peso e dimensioni, la Texaco optò per l'impiego di una trivella di tipo terrestre montata su una piattaforma in legno appositamente realizzata. L'impianto di trivellazione della Texaco era costituito principalmente da una palafitta in legno sorretta da 166 pali da 13,7 metri ciascuno, conficcati nel fondale del lago per 9 metri. Su di essa la Texaco aveva scelto di montare una trivella di tipo Derrick alta circa trenta metri, dotata di due motori Diesel e di due pompe, con una capacità di perforazione di 3 650 metri. Un piccolo edificio sulla costa del lago ospitava un molo di attracco e i relativi uffici dell'azienda.